# Омалос

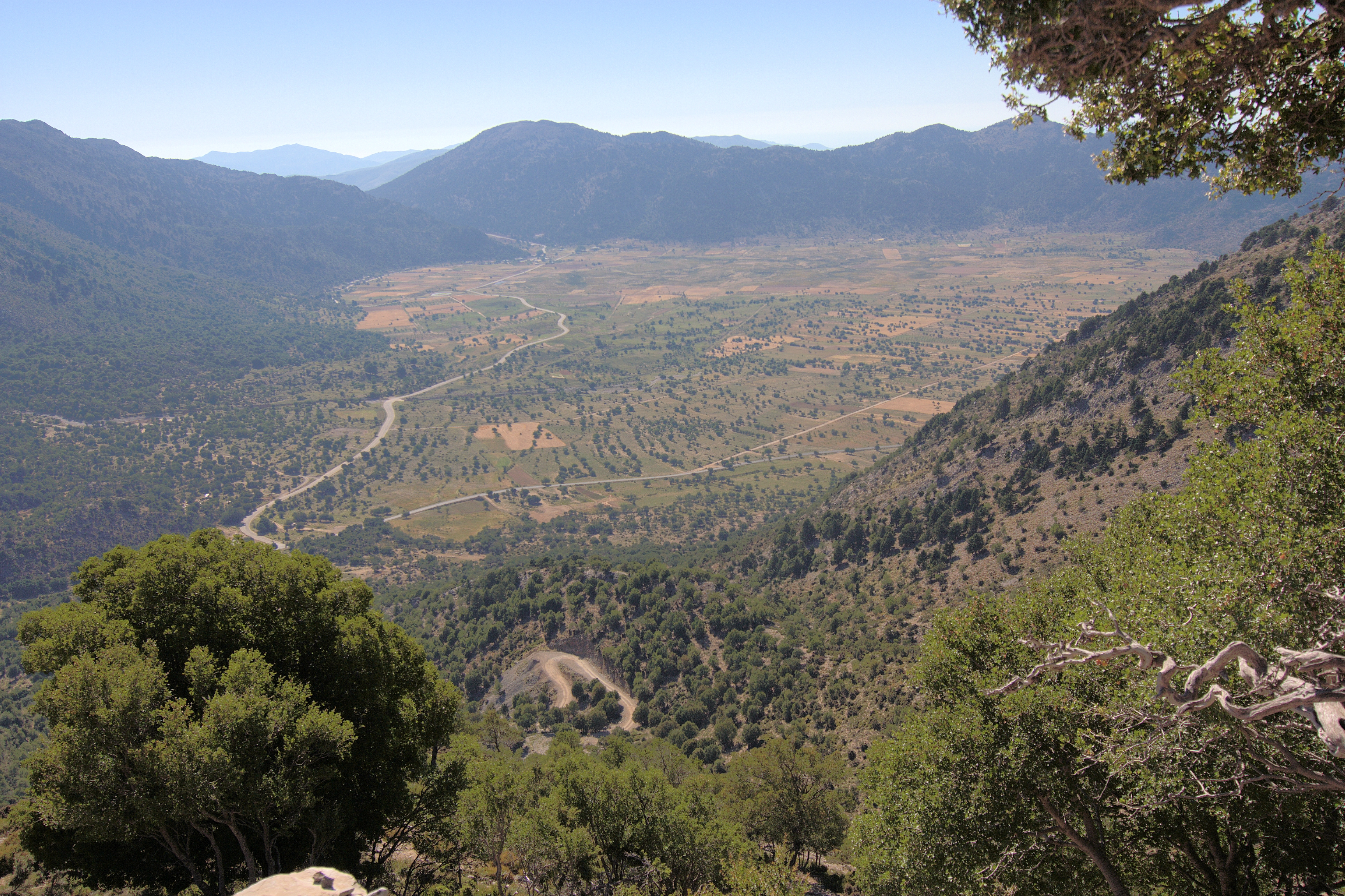
Плато Омалос

Омалос (с греч. ομαλός — ровный, равнинный) — плато и деревня общины Лакки, муниципалитета Платаниас, находящееся на Западе острова Крит. В 2011 году было 35 жителей. Деревня расположена на плато Омалос, в 38 км от города Ханьи, на высоте 1050 метров в Белых горах. Площадь плато составляет 15 квадратных километров, большая часть которого принадлежит жителям общины Лакка.

## География
Плато расположено в 38 километрах от Ханьи на высоте 1100 метров над уровнем моря, на хребте Левка-Ори. Почти круглая равнина диаметром от 4 до 5 км, имеет площадь около 15 км². Большая её часть принадлежит деревне Анатолико-Селино. Территория также принадлежит деревне Мусури (Платаниас), а Сфакия граничит с ней на востоке. Имеется четыре точки доступа:
- с запада от дороги Ханья-Сугия
- с севера — из Омалоса
- с востока через Кацивели и Калерги
- с юга через ущелье Самария, которое выходит к Ливийскому морю в Агия Румели.

Сама деревня Омалос находится в 4 километрах от входа в ущелье в Ксилоскало. Она популярна в основном среди пеших туристов. На западе старая тропа для мулов ведёт в Агиа Ирини, откуда можно попасть в ущелье Агиа Ирини. Первоначально на плато, вероятнее всего было озеро, оно должно было стекать через пещеру Тзаниса. Эта пещера находится слева от дороги, ведущей из Омалоса в Ханью, примерно в 600 метрах к северу от деревни Омалос. Она тянется примерно на 2,5 километра и опускается на 241 метр на этом участке. В Ксилоскало выделяются две вершины — Гингилос (1974 м) и Волакиас (2116 м), которые легенда описывает как трон Зевса, родившегося по преданию на Крите. Дальше к западу находятся вершины Агатопи (1786 м) и Псилафи (1984 м), где сегодня проложены трассы для слалома.

## Экономика
Немного прохладный климат и плодородная почва идеально подходят для выращивания овощей, яблок и зерновые культуры. Специальные каменные хижины, известные как «митато», используются для производства сыра (гравьера). В тёплое время года пастухи выводят свои стада на пастбища на склонах Левка-Ори.

## История

### Восстания против Османской Империи
Во время восстаний против Османской империи туркам редко удавалось проникнуть на плато. Считается, что название Омалос произошло от революционной песни : «Когда пойдёт дождь, когда потечёт, мне следует взять винтовку… спуститься в Омалос» (Πότε θα κάνει ξαστεριά πότε θα Φλεβαρίσει να πάρω το τουφέκι μου…να κατεβώ στον Ομαλό).
Пещера Тзани названа в честь Тзаниса Маркоса, революционного вождя в первые годы турецкого вторжения, который сделал её своим логовом. Его прозвали «Фобос» (страх). Длина пещеры составляет около 2,5 км, а спуск в неё — 241 метр. На самом деле это каньон.

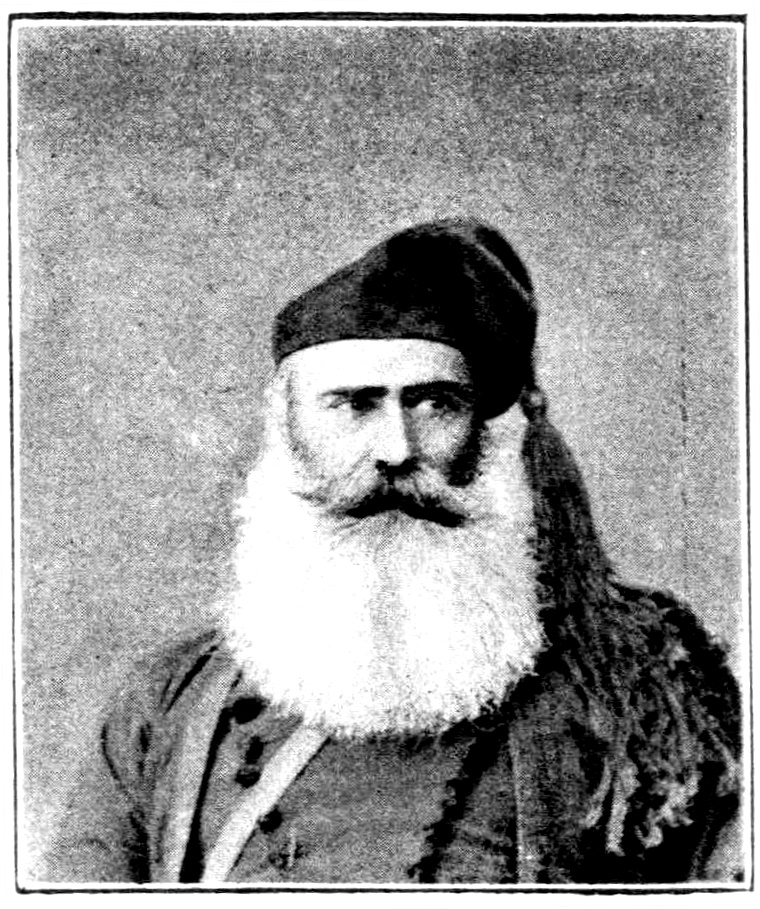
Хатзимихалис Гианнарис 1833—1916. Фото за 1890 г.

### Хатзимихалис Гианнарис
Критский революционер Хатзимихалис Гианнарис (1833—1916) родился в близлежащем Лаккои, принимал активное участие в конфликтах 1855—1869 годов, был схвачен, но бежал из тюрьмы в Ханье, а затем сослан в Одессу. В 1912 году он был избран в греческий парламент. Хотя он умер в Ханье, его желание было быть похороненным в Омалосе, у пещеры Тзани стоит церковь, посвящённая ему..

### Вторая Мировая Война
Во время Второй Мировой Войны плато Омалос использовали как аэродром.